# Clinton, Oklahoma
Clinton är en stad i Custer County, och Washita County, i Oklahoma. Vid 2010 års folkräkning hade Clinton 9 033 invånare.

## Kända personer från Clinton
- Toby Keith, sångare